# Morning prayer
「morning prayer」（モーニング・プレイヤー）は、SILVAの3枚目のシングル。1999年3月25日発売。

## 収録曲
CD
1. morning prayer
  - 作詞：SILVA 作曲・編曲：朝本浩文

日本テレビ系「FUN」FUN'S RECOMMEND #004
2. color
  - 作詞：SILVA 作曲・編曲：村山晋一郎
3. morning prayer（Dub's B.S Remix）
4. morning prayer（Instrumental）

8cmCD
1. morning prayer
2. color
3. morning prayer（Instrumental）

| スタブアイコン | サブスタブ | この項目は、まだ閲覧者の調べものの参照としては役立たない、シングルに関連した書きかけの項目です。この項目を加筆・訂正などしてくださる協力者を求めています（P:音楽/PJ:楽曲）。 |